# Showa Iwo Jima
Showa Iwo Jima (昭和硫黄島, Showaiōjima) é um ilhéu vulcânico desabitado situada junto à costa norte da ilha de Iwo Jima, no grupo das ilhas Vulcano, parte das ilhas Ogasawara do Japão.
O ilhéu resultou de uma erupção vulcânica que se iniciou com sismos a 6 de Setembro de 1934, com o a erupção a começar a 20 de Setembro, a 2 km da costa de Iwo Jima. A erupção durou até Dezembro daquele ano, formando a ilha hoje existente.